# Billardiera angustifolia
Billardiera angustifolia är en tvåhjärtbladig växtart som beskrevs av Dc. Billardiera angustifolia ingår i släktet Billardiera och familjen Pittosporaceae. Inga underarter finns listade.